# Geert van Istendael
Geert van Istendael (Ukkel, 29 de marzo de 1947) es un escritor, poeta y ensayista belga. 

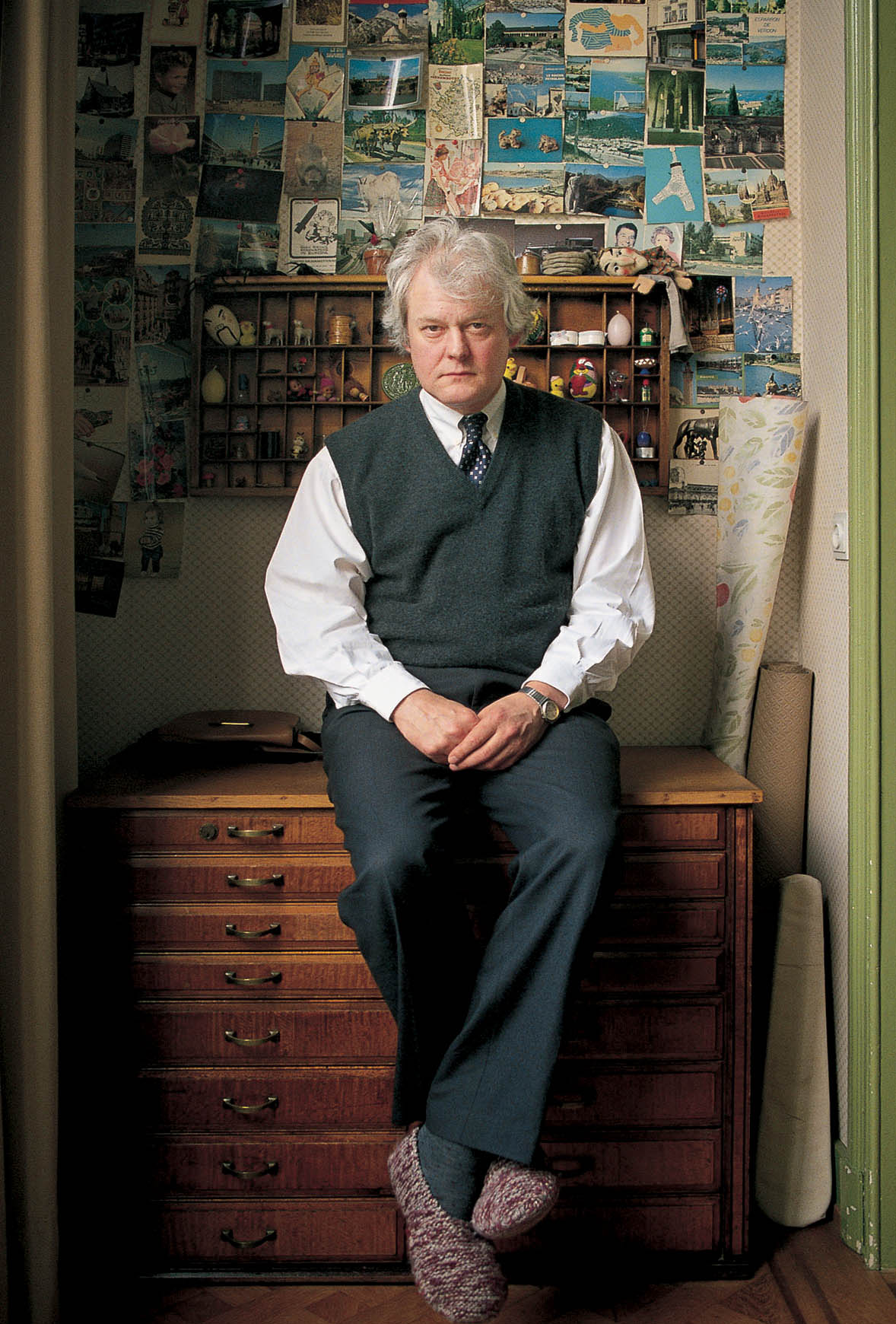
Van Istendael

Van Istendael creció en un entorno culto e internacional. Su padre, August van Istendael, que publicó tres volúmenes de poesía, fue asesor personal del canciller alemán Konrad Adenauer y del cardenal Frings. Van Istendael pasó parte de su juventud en la ciudad neerlandesa de Utrecht, barrio de Oog in Al, y siente desde entonces un gran cariño (no exento de crítica) por els Países Bajos y los neerlandeses.
Estudió sociología y filosofía en la Universidad Católica de Lovaina. De 1978 a 1993 fue reportero y presentador en el noticiero de la VRT (radiotelevisión flamenca). Se especializó en reportajes sobre la política belga, la arquitectura y el urbanismo de Bruselas, y Alemania, particularmente la antigua República Democrática Alemana.
Desde 1993 se dedica sólo a la escritura. Como ensayista, columnista, polemista, poeta y prosista se siente fascinado por el complejo sistema político belga y en especial por su ciudad natal y de residencia, Bruselas. Su poesía es deliberadamente accesible, orientada a temas de la vida cotidiana y de línea humanista. A menudo la usa para protestar contra la forma en que la "desastrosa modernización" de la sociedad hacia un mundo tecnológico e industrial que deja muy poco espacio para el espíritu humano. 
Istendael se dio a conocer ante el gran público con su libro "Het Belgisch labyrint" (El laberinto belga) o "De schoonheid van de wanstaltigheid" (La belleza de la deformidad) (1989), y con "Alle uitbarstingen" (Todos los exabruptos) (2001). En 2005 apareció "Mijn Nederland" (Mis Países Bajos), como respuesta a la petición de aclarar Holanda a los holandeses perplejos. 
Van Istendael tiene una gran reputación como traductor de autores alemanes: Goethe, Heine, Brecht, Fried, Kahlau.
En 1995 recibió el premio Geuzenprijs.
Van Istendael ha afirmado en muchos debates ser partidario de la unión de todos los países del Benelux en un estado que tuviera como lenguas el alemán, el francés y el neerlandés y en el que pudieran encontrarse y enriquecerse esas tres culturas. Van Istendael vive en Etterbeek, uno de los 19 distritos de la Región de Bruselas-Capital.
En 2007 uno de sus relatos breves, De maagd en de neger (La doncella y el negro) sirvió de base a su hija Judith Vanistendael para publicar un álbum de historietas.

## Obras
- 1983 De iguanodons van Bernissart. poemas)
- 1987 Plattegronden. Amsterdam poemas).
- 1989 Het Belgisch labyrint, of De schoonheid der wanstaltigheid'. ensayos)
- 1991 Verhalen van het heggeland. relatos)
- 1992 Arm Brussel. Amsterdam ensayos)
- 1994 Bekentenissen van een reactionair. ensayos)
- 1995 Vlaamse sprookjes.
- 1996 Het geduld van de dingen. poemas)
- 1997 Altrapsodie. novela)
- 1997 Anders is niet beter. (ensayos)
- 1999 Nieuwe uitbarstingen. (ensayos)
- 2001 Alle uitbarstingen. artículos)
- 2003 De zwarte steen. novela)
- 2005 Mijn Nederland. (ensayos)
- 2006 Alfabet van de globalisering. (ensayos)
- 2007: Mijn Duitsland (ensayos)
- 2008: Kerstverhaal (en colaboración con Judith Vanistendael)
- 2009: Gesprekken met mijn dode god
- 2010: Tot het Nederlandse volk
- 2013: De parochie van Sint-Precarius